# George Seaton
George Seaton (n. 17 aprilie 1911, South Bend, Indiana, SUA – d. 28 iulie 1979, Beverly Hills, California, SUA) a fost un scenarist, dramaturg, producător și regizor de film și de teatru american.

## Filmografie parțială
- O zi la curse (A Day at the Races) (1937) - scenarist
- The Doctor Takes a Wife (1940) - scenarist
- Bedtime Story (1941) - scenarist
- The Song of Bernadette (1943)
- The Meanest Man in the World (1943)
- Junior Miss (1945)
- The Shocking Miss Pilgrim (1947)
- Miracolul din Strada 34 (Miracle on 34th Street) (1947)
- Apartment for Peggy (1948)
- Chicken Every Sunday (1949)
- The Big Lift (1950)
- For Heaven's Sake (1950)
- Little Boy Lost (1953)
- The Country Girl (1954)
- The Proud and Profane (1956)
- Williamsburg: the Story of a Patriot (1957)
- Teacher's Pet (1958)
- The Pleasure of His Company (1961)
- The Counterfeit Traitor (1962)
- The Hook (1963)
- 36 de ore - (36 Hours) (1965)
- What's So Bad About Feeling Good? (1968)
- Aeroportul (Airport) (1970)
- Showdown (1973)

## Legături externe
- George Seaton la Internet Movie Database
- George Seaton Papers Arhivat în 9 decembrie 2013, la Archive.is at the Wisconsin Center for Film and Theater Research.